# Comolia latifolia
Comolia latifolia là một loài thực vật có hoa trong họ Mua. Loài này được (Aubl.) Cogn. mô tả khoa học đầu tiên.